# Тернопільський годинник
Тернопільський годинник — тристоронній годинник у місті Тернополі (копія зруйнованого радянською владою). Розташований у сквері імені Шевченка на однойменному бульварі. 

## Історія

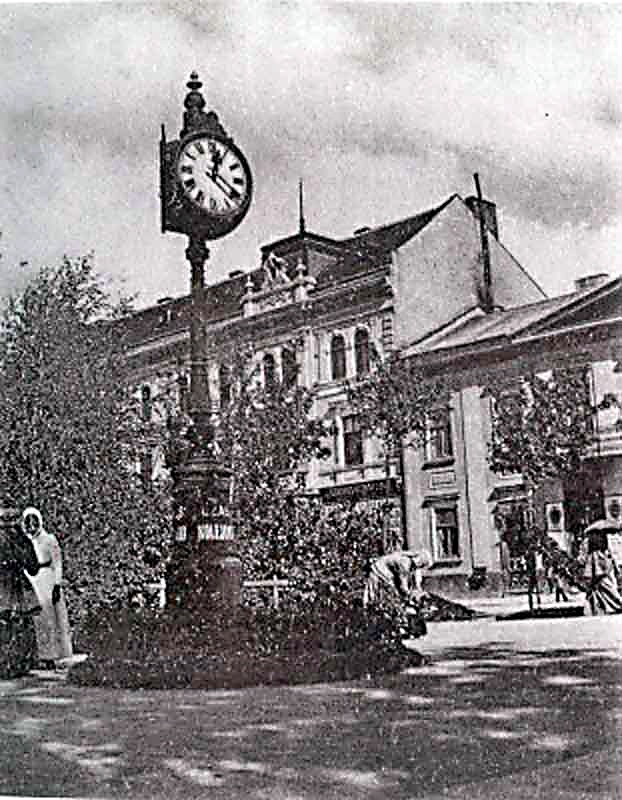
Світлина першого годинника, початок XX століття

Перший годинник на високому залізному стовпі встановлений влітку 1896 року на перехресті вулиць 3 Мая (нині вул. Гетьмана Сагайдачного) і Міцкевича на так званому «корсо» (теперішній бульвар Тараса Шевченка). Його придбало «Товариство прикрашування міста».
Після німецько-радянської війни годинник зруйнований радянською владою.
Копію Тернопільського годинника відновили у 2014 році, встановили о 15 годині 28 вересня. Планували відкрити до Дня міста, але не встигли. Автор теперішнього годинника — львівський майстер Олексій Бурнаєв.
У грудні того ж року навколо годинника встановили лавочки та урни для сміття, схожі за стилістикою з годинником. Місце навколо годинника встелили старовинною бруківкою, яка була зібрана з вулиць Тернополя.
Годинник внесли до «Спадщини світового годинникарства», до якого французи вносять найоригінальніші витвори годинникового мистецтва

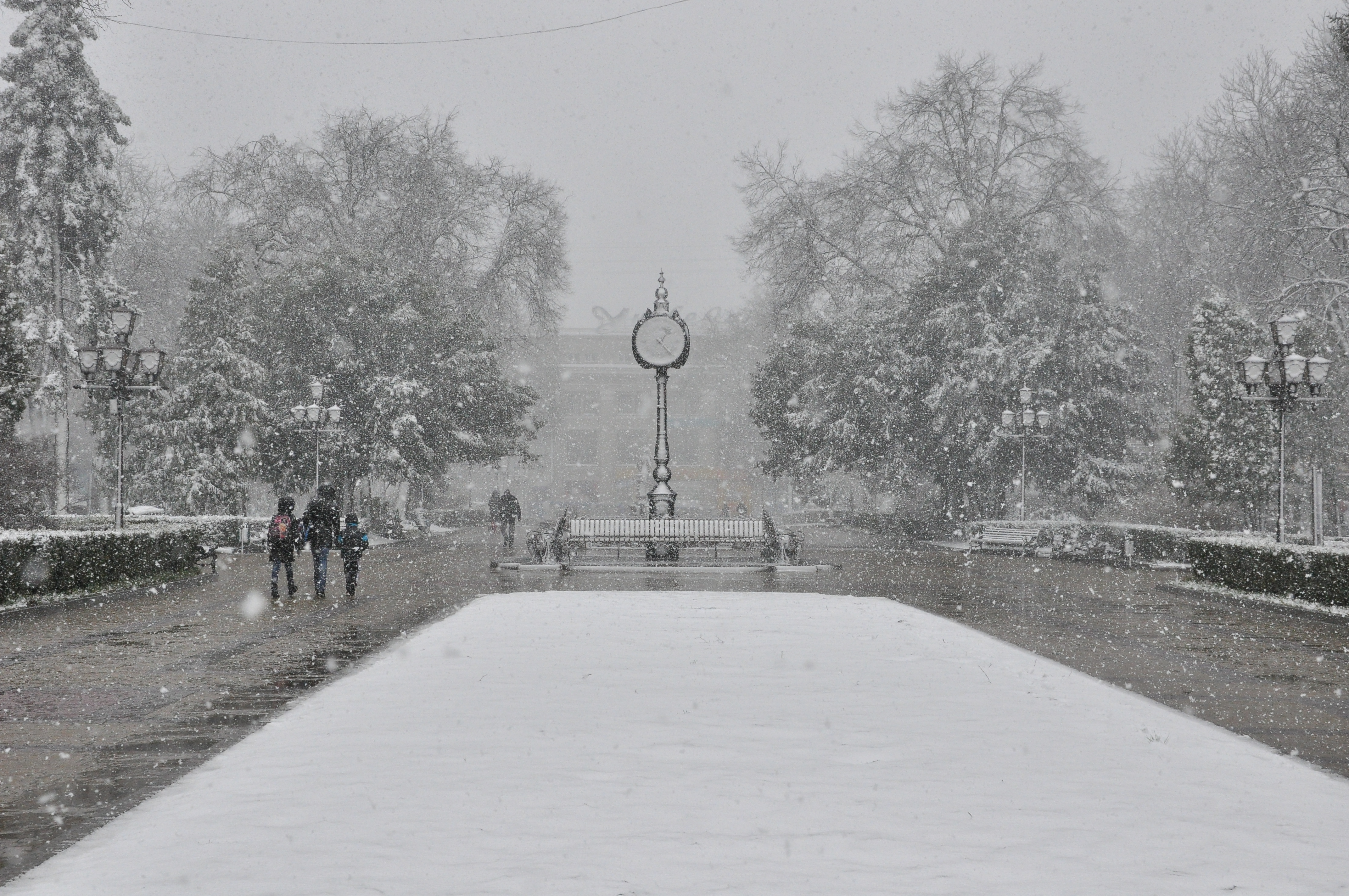
Світлина-переможець конкурсу «Вікі любить Землю» 2015 року

Станом на червень 2015 на годинник через вебкамеру подивилося 100 тисяч людей.
У конкурсі «Вікі любить Землю» 2015 року світлина скверу імені Шевченка з виглядом на годинник визнана найкращою в Тернопільській області.